# Leuciscus (jelec)
Jelec (Leuciscus) je rod paprskoploutvých ryb, který patří do čeledi kaprovitých. Tyto sladkovodní ryby jsou rozšířeny od Evropy až po Sibiř. Mezi druhy široce rozšířené v Evropě patří jelec proudník (Leuciscus leuciscus) a jelec jesen (Leuciscus idus).
Do tohoto rodu byl původně zařazen také jelec tloušť (Squalius cephalus), v současnosti se však řadí do rodu Squalius. Vymezení rodů Leuciscus a Squalius není ještě kompletně dořešeno, některé druhy byly z jednoho rodu do druhého přeřazeny teprve nedávno. Také rody Petroleuciscus a Telestes byly z rodu Leuciscus vyděleny teprve v nedávné době. Podobně tomu je i v rodu Squalius.

## Druhy
V současné době je do tohoto rodu zařazeno 28 uznaných druhů:
- bolen západoasijský (Leuciscus vorax) (Heckel, 1843)
- jelec amurský (Leuciscus waleckii) (Dybowski, 1869)
- jelec anatolský (Leuciscus lepidus) (Heckel, 1843)
- jelec bajkalský (Leuciscus baicalensis) (Dybowski, 1874)
- jelec Bergův (Leuciscus bergi) Kaškarov, 1925
- jelec Danilevského (Leuciscus danilewskii) (Kessler, 1877)
- jelec drobnošupinatý (Leuciscus microlepis ) (Heckel, 1843)
- jelec francouzský (Leuciscus burdigalensis) Valenciennes, 1844
- jelec garonský (Leuciscus oxyrrhis) (La Blanchère, 1873)
- jelec heratský (Leuciscus latus) (Keyserling, 1861)
- jelec huangský (Leuciscus chuanchicus) (Kessler, 1876)
- jelec chorvatský (Leuciscus polylepis) (Steindachner, 1866)
- jelec japonský (Leuciscus phalacrocorax) (Jordan & Fowler, 1903)
- jelec jesen (Leuciscus idus) (Linnaeus, 1758)
- jelec jihofrancouzský (Leuciscus bearnensis) (Blanchard, 1866)
- jelec Lehmannův (Leuciscus lehmanni) J. F. Brandt, 1852
- jelec Lindbergův (Leuciscus lindbergi) Zanin & Eremejev, 1934
- jelec Merzbacherův (Leuciscus merzbacheri) (Zugmayer, 1912)
- jelec mongolský (Leuciscus dzungaricus) Paepke & F. Koch, 1998
- jelec proudník (Leuciscus leuciscus) (Linnaeus, 1758)
- jelec Schmidtův (Leuciscus schmidti) (Herzenstein, 1896)
- jelec syrský (Leuciscus spurius) Heckel, 1843
- jelec titogradský (Leuciscus montenigrinus) Vuković, 1963
- jelec Turského (Leuciscus turskyi) Heckel, 1843
- jelec tyrhénský (Leuciscus muticellus) Bonaparte, 1837
- jelec útlý (Leuciscus tenellus) Heckel, 1843
- Leuciscus gaderanus Günther, 1899
- Leuciscus lapacinuss Stefani, Serra, Loffredo & Fossa, 1987